# اسلام‌آباد عرب
اسلام‌آباد عرب، روستایی از توابع بخش مرکزی شهرستان نیشابور در استان خراسان رضوی ایران است.

## جمعیت
این روستا در دهستان دربقاضی قرار دارد و براساس سرشماری مرکز آمار ایران در سال ۱۳۸۵، جمعیت آن ۴۰۲ نفر (۱۱۴خانوار) بوده‌است.
روستای اسلام‌آباد عرب از توابع دهستان درب‌قاضی بخش مرکزی شهرستان نیشابور می‌باشد که در قسمت میانی دهستان فوق واقع شده‌است.
روستای خوجان مرکز دهستان درب‌قاضی می‌باشد که در فاصله سه کیلومتری روستا واقع شده‌است. فاصله روستای اسلام‌آباد عرب تا مرکز شهرستان و مرکز بخش (شهر نیشابور) ۱۴ کیلومتر و تا بهشت‌فضل (مقبره فضل‌بن‌شاذان نیشابوری) ۹ کیلومتر می‌باشد.
روستای اسلام‌آباد عرب در ۳۶ درجه و ۵ دقیقه و ۴۲ ثانیه عرض جغرافیایی شمالی و ۵۸ درجه و ۵۳ دقیقه و ۲۸ ثانیه طول جغرافیایی شرقی و در ارتفاع ۱۱۸۷ متری از سطح آبهای آزاد واقع شده‌است.
روستای اسلام‌آباد عرب از شمال به روستای خانشاه، از شمال‌شرق به روستای شادمیانه، از جنوب به روستای بدیع‌آباد، از جنوب‌شرق به کریم‌آباد سبوس و ده‌شیب، از شمال‌غرب به علی‌آباد و عشق‌آباد کهنه و از غرب به روستای صالح‌آباد محدود می‌شود.

## وجه تسمیه و پیشینه تاریخی روستا
نام قبلی این روستا شاه‌آباد عرب بوده‌است که بعد از سرشماری نفوس مسکن در سال ۱۳۷۵به مسلم‌آباد یا اسلام‌آباد تغییر داده شده‌است. احتمالاً وجه تسمیه روستا به دلیل سکونت خانواده‌هایی مانند مثل شاهانی و شهمیری شاه‌آباد نام گرفته‌است.
این روستا از لحاظ موقعیت طبیعی، روستایی دشتی می‌باشد که در محدوده‌ای دشتی و با شیب کم و وسیع و نسبتاً هموار شکل و گسترش یافته است.